# The Line, the Cross and the Curve
 (août 2012).
Pour plus de détails, voir Fiche technique et Distribution.
The Line, the Cross and the Curve est un moyen métrage musical réalisé et interprété par la chanteuse pop Kate Bush. Sorti le 13 novembre 1993, il a pour covedette Miranda Richardson et pour chorégraphe Lindsay Kemp, qui avait servi de mentor à la danseuse Kate Bush au début de sa carrière.
Ce moyen-métrage est essentiellement un long clip, composé des chansons de son album sorti la même année The Red Shoes ; album lui-même inspiré par le film musical Les Chaussons rouges de 1948.
Le film est sorti directement en vidéo dans la plupart des pays et n'a eu qu'un succès modeste. Peu de temps après sa sortie, Bush quittera les feux de la rampe jusqu'à la sortie de son huitième album studio, Aerial, douze ans plus tard.

## Synopsis
Le clip commence par la chanson Rubberband Girl mettant en scène une répétition avec ses musiciens, Bush y joue une chanteuse et danseuse. Ses musiciens quittent la salle de répétition et elle se retrouve seule (chanson And So Is Love) ; un oiseau noir apparu mystérieusement s'échoue sur un livre entrouvert, Bush le prend entre ses mains, il est mort. 
Soudain une femme apeurée (Miranda Richardson) surgit de façon surnaturelle dans la salle de répétition en traversant un grand miroir, semblant fuir, et criant ne pas comprendre comment elle est arrivée là. Bush lui demande qui elle est, la femme paniquée ne répond pas et affirme avoir échappé à un incendie, asphyxiée par la fumée, elle cherchait une sortie ; ses mains sont bandées à cause des brûlures.
Elle supplie Bush de l'aider à rentrer à la maison : le seul moyen pour elle de rentrer est d'utiliser trois morceaux de papier ; ne pouvant se servir de ses mains, elle demande à Bush de dessiner sur le premier une ligne (a line), sur le deuxième une croix (a cross), et sur le troisième une courbe (a curve).
Bush s'exécute et les trois dessins quittent de façon magique les mains de Bush pour se retrouver dans celles de Richardson. Le regard de cette dernière change mystérieusement et pour la remercier elle lui propose en cadeau de lui offrir les chaussons rouges qu'elle porte.
Bush lui ôte les chaussons rouges et les deux personnages s'emparent chacun leur tour des paroles de la chanson The Red Shoes ; celui de Bush rêvant de danser comme Richardson, Richardson en démon tentateur expliquant à Bush que la courbe représente son sourire, la croix son cœur, la ligne celle de son chemin.
And this curve is your smile

And this cross is your heart

And this line is your path
— Kate Bush, The Red Shoes, album The Red Shoes
La danse et l'éclairage par-dessous donne un aspect démoniaque à Richardson, qui parvient à défaire les bandeaux de ses mains sans les toucher, s'enfuit en traversant de nouveau miroir, les chaussons rouges se lacent alors tout seuls aux pieds de Kate Bush et se mettent à faire danser Kate Bush comme s'ils avaient leur propre volonté. Lindsay Kemp apparaît alors en reflet dans le miroir et invite Bush à le rejoindre, elle tente de résister mais sous l'emprise des chaussons ne peut résister et elle traverse à son tour le miroir.
Kemp, dans son rôle de mime, est visiblement le maître en enfer et guide Bush qui se transforme, sous l'effet de la danse avec les chaussons rouges, en succube, parmi les diablotins (l'un d'eux est interprété par Paddy Bush crédité au générique) avec une attitude la faisant ressembler de plus en plus à Richardson. Bush finit par supplier qu'on lui retire les chaussons qui dansent de façon frénétique, on lui explique qu'il faut qu'elle renvoie les symboles pour se libérer de leur appel ; les chansons Lily et Eat The music vont suivre.

## Liste des chansons
Les chansons par ordre dans la vidéo :
- Rubberband Girl ;
- And So Is Love (en) ;
- The Red Shoes (en) ;
- Lily ;
- The Red Shoes (instrumental) ;
- Moments of Pleasure (en) ;
- Eat the Music (en) ;
- The Red Shoes (en).

Toutes les chansons excepté « Lily » ont été utilisées comme des vidéos promotionnelles pour les singles correspondants dans l'album de Bush The Red Shoes. La version utilisée pour Eat the Music présente plusieurs différences par rapport à la version cinématographique, excluant toutes les séquences avec Richardson et le ballet de Bush exécuté sur le plancher de fruits, tout en ajoutant des scènes de danse supplémentaires, des séquences mettant en vedette Bush en train de chanter, et de nouvelles images montrant deux danseurs s'entraînant avec des pastèques sur leurs têtes, avec Bush ayant une ligne de maquillage noir appliqué sur ses joues.
Deux ans après sa sortie au Royaume-Uni, en raison du retard de la promotion aux États-Unis, le film a été nommé aux Grammy Award du meilleur film musical pour la catégorie long format, lors de la 38e cérémonie des Grammy Awards en 1996.